# Dacnusa patuna
Dacnusa patuna är en stekelart som beskrevs av Papp 2004. Dacnusa patuna ingår i släktet Dacnusa och familjen bracksteklar. Inga underarter finns listade i Catalogue of Life.